# Cumberland megye (New Jersey)
Cumberland megye az Amerikai Egyesült Államokban, azon belül New Jersey államban található. Megyeszékhelye Bridgeton. Lakosainak száma 154 152 fő (2020. április 1.). Cumberland megye Cape May, Atlantic, Gloucester és Salem megyékkel határos.

## Népesség
A megye népességének változása:
| Lakosok száma | 157 208 | 157 724 | 157 917 | 157 332 | 155 854 | 154 152 |
|               | 2010    | 2011    | 2012    | 2013    | 2015    | 2020    |